# Osmi saziv Hrvatskog sabora
Osmi saziv Hrvatskog sabora započeo je prvu sjednicu 3. prosinca 2015. godine. Neuspjehom izbora novog predsjednika Sabora sjednica je prekinuta i novom sazivu Sabora nije počeo teći mandat. Sabor je konstituiran iz drugog pokušaja 28. prosinca 2015. godine izborom akademika Željka Reinera za predsjednika s 88 glasova za, 62 suzdržana i 1 protiv.
Na prijedlog 89 zastupnika, Hrvatski sabor donio je 20. lipnja 2016. godine Odluku o raspuštanju Hrvatskoga sabora, koju je podržalo 137 zastupnika. Sabor je raspušten 15. srpnja 2016. godine.

## Parlamentarni izbori 2015.
Na izborima za Hrvatski sabor održanim 7. (u inozemstvu), 8. (u inozemstvu i u Hrvatskoj) i 15. (na 7 biračkih mjesta) studenoga 2015. godine HDZ-ova Domoljubna koalicija relativni je izborni pobjednik s osvojenih 59 mandata, SDP-ova koalicija Hrvatska raste ima 56 mandata, Most nezavisnih lista osvojio je 19 mandata, IDS tri, HDSSB i stranka Milana Bandića po dva, po jedan Uspješna Hrvatska i Živi zid.
U utorak 24. studenoga 2015. godine predsjednik DIP-a Branko Hrvatin predao je konačne rezultate izbora predsjednici Republike Hrvatske, Kolindi Grabar-Kitarović čime je ispunjen uvjet Ustava za početak konzultacija Predsjednice s parlamentarnim strankama o mandataru nove Vlade, te po završetku konzultacija slijedi imenovanje mandatara ili raspisivanje novih izbora.

## Raspodjela mandata
- 59 zastupnika Domoljubna koalicija
- 56 zastupnika koalicija Hrvatska raste
- 19 zastupnika Most nezavisnih lista
- 3 zastupnika IDS
- 2 zastupnika HDSSB
- 2 zastupnika koalicije Bandić Milan 365 - Stranka rada i solidarnosti
- 1 zastupnik Uspješna Hrvatska
- 1 zastupnik Živi zid

## Raskoli unutar Mosta
Još prije konstituirajuće sjednice Sabora, platformu Most nezavisnih lista pogodila su čak dva unutarstranačka raskola. Već 12. studenoga 2015. godine, 4 dana nakon izbora, Drago Prgomet je izbačen iz Mosta. 23. studenoga iste godine osnovao je vlastitu stranku - HRID (Hrvatska Inicijativa za Dijalog). HRID-u su se pridružile još dvije zastupnice Mosta. Ubrzo nakon toga, načelnik Primoštena Stipe Petrina napušta Most i postaje nezavisni zastupnik. Tako je Most na sjednici Sabora od 3. prosinca 2015. godine imao 15 zastupnika, iako su na izborima osvojili 19.

## Nova raspodjela mandata
- 59 zastupnika Domoljubna koalicija
- 56 zastupnika koalicija Hrvatska raste
- 15 zastupnika Most nezavisnih lista
- 3 zastupnika IDS
- 3 zastupnika HRID (Hrvatska inicijativa za dijalog)
- 2 zastupnika HDSSB
- 2 zastupnika koalicije Bandić Milan 365 - Stranka rada i solidarnosti
- 1 zastupnik koalicije Uspješna Hrvatska
- 1 zastupnik Živi zid
- 1 zastupnik Nezavisne liste Stipe Petrina

## Prvo zasjedanje
Sukladno odluci predsjednice Republike Hrvatske 3. prosinca 2015. godine održano je prvo zasjedanje novog saziva Sabora. Sjednicu je vodio predsjednik Sabora iz
prethodnog saziva, Josip Leko, sukladno 4. članku Poslovnika Hrvatskoga sabora. Jedini prijedlog za novog predsjednika Sabora došao je iz koalicije Hrvatska raste, koji su s 55 potpisa predložili zastupnika Mosta Roberta Podolnjaka. Protiv prijedloga izjasnili su se HDZ-ovi zastupnici i sam Podolnjak. Time je prijedlog za novog predsjednika Sabora povučen, kako drugih prijedloga nije bilo predsjedavajući je prekinuo prvu sjednicu Sabora čiji je ishod - novi predsjednik Sabora nije izabran, novom sazivu Sabora nije počeo mandat.

### Nepravilnosti postupanja
Branko Smerdel komentirao je prvu sjednicu novog saziva Sabora: Dok je za predsjednika Sabora izrijekom određeno da predsjedava do izbora novog predsjednika, to nije slučaj s drugim tijelima ranijeg saziva. Tko sve može, odnosno, ne može, obnašati dužnost zastupnika, treba utvrditi Mandatno-imunitetno povjerenstvo novog saziva. Zbog toga se ono i bira odmah nakon što novoizabrani predsjednik preuzme dužnost i odsluša se državna himna., odnosno novinarskim naslovom "Leko je pogrešno tumačio Poslovnik". Naime na prvoj sjednici trebali su nazočiti svi koji su izabrani na izborima, a potvrđeni od strane DIP-a uključujući i članove sadašnje tehničke Vlade – u njihovoj novoj funkciji izabranih zastupnika 8. saziva Hrvatskog sabora i oni su trebali sudjelovati u izboru predsjednika Sabora i Mandatno-imunitetnog povjerenstva. Ulazak u Sabor zamjenika i njihovo potpisivanje prijedloga za novog predsjednika Sabora, odlukom raspuštenog Mandatno-imunitetno povjerenstvo starog saziva je suprotno Poslovniku Sabora. Da je slučajno izabran novi predsjednika Sabora, to bi omogućilo tužbu Ustavnom sudu, odnosno postali bi Smerdelovim riječima: mogući kasniji prigovori legitimitetu izabranih dužnosnika i tijela.
Isto je potvrdio Davorin Mlakar: Postavlja se pitanje kako netko može staviti u mirovanje nešto što nije niti počelo, a zamjenici ne mogu biti zamjenici bez (novog) Mandatno-imunitetnog povjerenstva.